# Дворец культуры имени В. И. Ленина (Волгоград)
Дворец культуры им. В. И. Ленина — здание в Волгограде, расположенное по адресу: проспект Ленина, 97. Является памятником архитектуры регионального значения. Ныне в нём размещается театр «Царицынская опера». Является копией дворца культуры в Перми.
Строительство было завершено в 1962 году. Интерьер был украшен панно «Исскусство» (автор — Мамонтов А. Г.).
Здание изначально служило дворцом культуры Волгоградского металлургического завода «Красный Октябрь». В 2004 году здание было передано театру «Царицынская опера». В 2004—2006 годах был проведён ремонт здания, в результате которого оно стало пригодным для эксплуатации.